# Kim Jo-sun
Kim Jo-sun (kor. 김 조순; ur. 13 czerwca 1975) – południowokoreańska łuczniczka, złota medalistka olimpijska, dwukrotna mistrzyni świata. Startowała w konkurencji łuków klasycznych. 
Została złotą medalistką w konkurencji drużynowej podczas mistrzostw świata w łucznictwie w Dżakarcie (1995) oraz Victorii (1997), oraz brązową medalistką indywidualną podczas mistrzostw świata we Victorii oraz w Riom (1999). Podczas Letnich Igrzysk Olimpijskich 1996 w Atlancie zdobyła złoty medal w konkurencji drużynowej oraz zajęła szóste miejsce w kategorii indywidualnej. W 1998 została złotą medalistką indywidualną oraz drużynową podczas XIII Igrzysk Azjatyckich w Bangkoku. 